# Ernest Entwistle Cheesman
Ernest Entwistle Cheesman, född 21 september 1898 i Wood Green, London Borough of Haringey, död 9 januari 1983 i Weybridge, Surrey, var en brittisk botaniker särskilt uppmärksammad för sin forskning kring Musaceae (bananväxer).
Auktorsnamnet Cheesman kan användas för Ernest Entwistle Cheesman i samband med ett vetenskapligt namn inom botaniken; se Wikipediaartiklar som länkar till auktorsnamnet.